# Poecilostomatoida
Poecilostomatoida è un sottordine di crostacei facenti parte dell'ordine dei Cyclopoida.
Sono prevalentemente parassiti di pesci, che infestano insinuandosi nel derma, nelle branchie e nella lingua. Sono dotati di seconde antenne modificate con uncini.